# ليبوريو سانشيز
ليبوريو سانشيز (بالإسبانية: Liborio Vicente Sánchez)‏ هو لاعب كرة قدم مكسيكي في مركز حراسة المرمى، ولد في 9 أكتوبر 1989 في غوادالاخارا في المكسيك. شارك مع منتخب المكسيك تحت 20 سنة لكرة القدم ومنتخب المكسيك تحت 23 سنة لكرة القدم. أما مع النوادي، فقد لعب مع تيبورونيس روخوس دي فيراكروز ونادي ديبورتيفو تولوكا ونادي غوادالاخارا ونادي كيريتارو.

## وصلات خارجية
- ليبوريو سانشيز على موقع قاعدة بيانات كرة القدم.إي يو (الإنجليزية)
- ليبوريو سانشيز على موقع Soccerway.com (الإنجليزية)
- ليبوريو سانشيز على موقع أوليمبيديا (الإنجليزية)
- ليبوريو سانشيز على موقع AS.com (الإسبانية)